# BMW X3
BMW X3 – samochód osobowy typu SUV klasy średniej produkowany pod niemiecką marką BMW od 2003 roku. Od 2024 roku produkowana jest czwarta generacja pojazdu.

## Pierwsza generacja

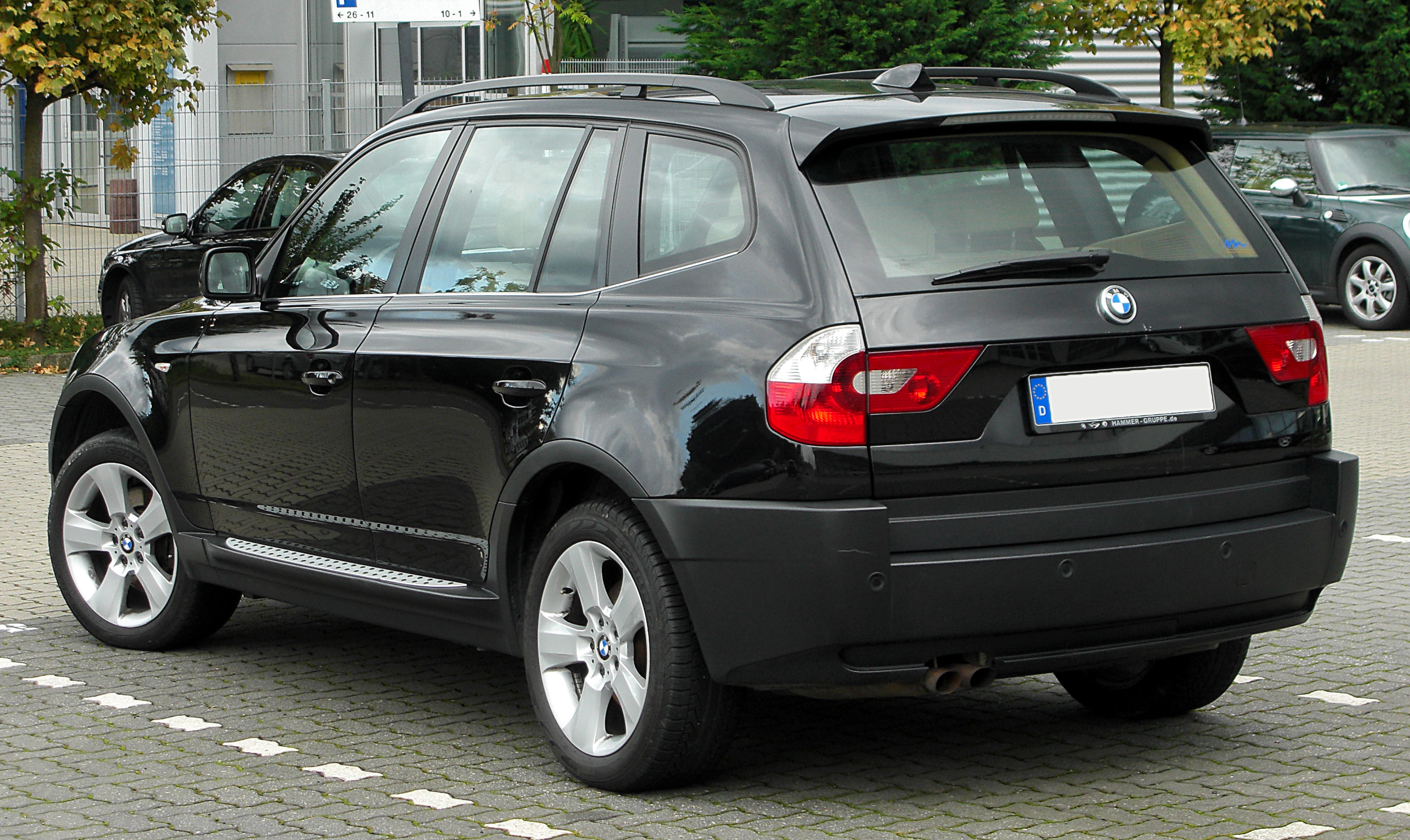
BMW X3 I – tył przed liftingiem

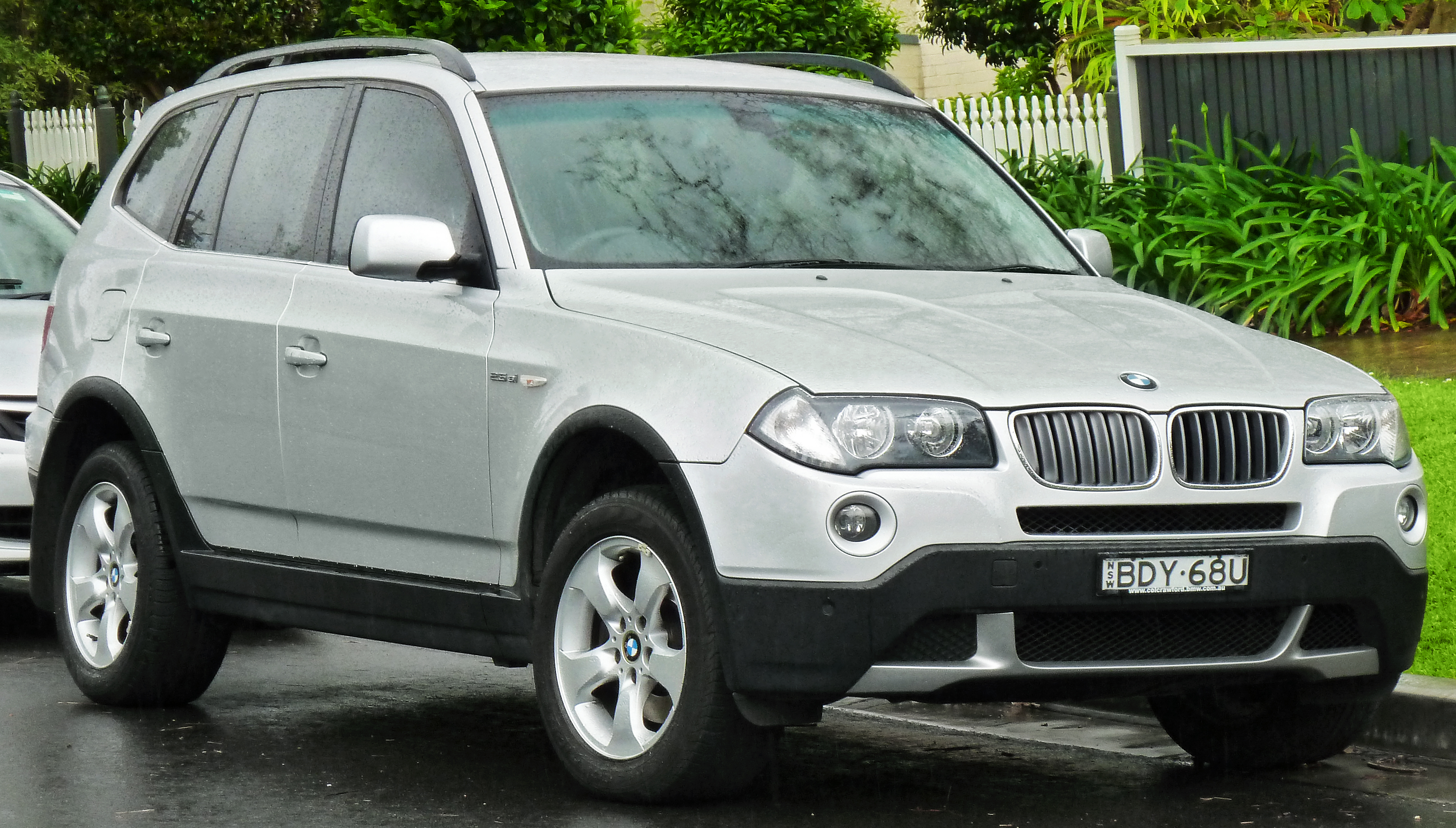
BMW X3 I po liftingu

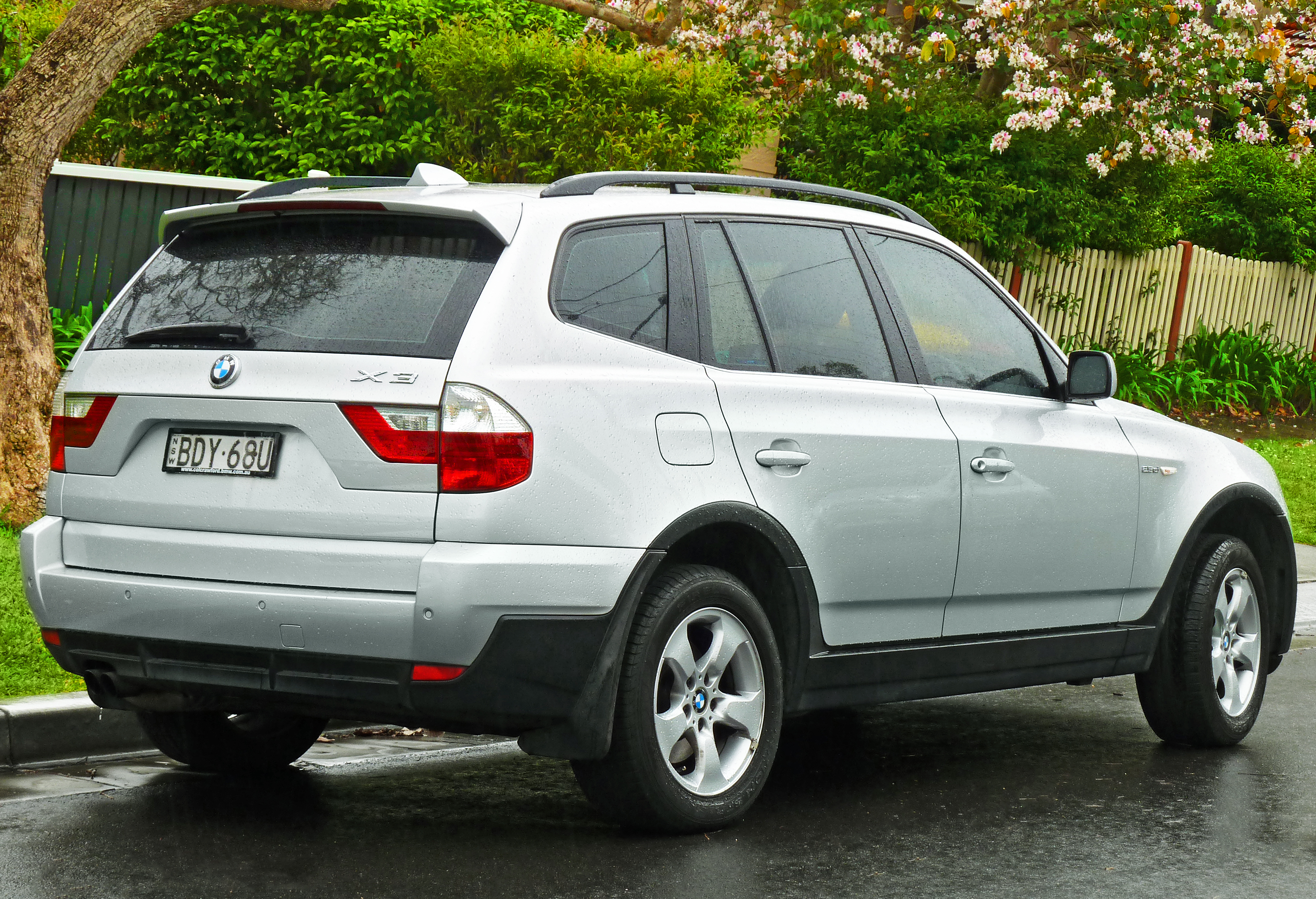
BMW X3 I – tył po liftingu

BMW X3 I zostało zaprezentowane po raz pierwszy w 2003 roku.
X3 pierwszej generacji oznaczone symbolem E83 po raz pierwszy zaprezentowane zostało na targach IAA we Frankfurcie w 2003, a do sprzedaży trafiło w pierwszym kwartale 2004. We wrześniu 2006 pojawiła się nieco odmłodzona wersja BMW X3.
BMW X3 oraz X3 LCI (lifting) produkowany był z przeznaczeniem na pięć rynków: europejski, egipski, rosyjski, tajlandzki oraz amerykański. Powstawał od września 2003 roku w Grazu w Austrii w zakładach firmy Magna Steyr Fahrzeugtechnik AG na zlecenie firmy BMW. Fabryka w Grazu wyprodukowała 605 498 sztuk tego modelu. 9326 egzemplarzy zostało wykonane w systemie CKD w zakładach w Rosji, Egipcie i Tajlandii. Produkcja zakończyła się we wrześniu 2010 roku. Ostatni wyprodukowany w Grazu samochód, X3 xDrive 35d został w zakładach Magny Steyr i służy zarządowi. Natomiast przedostatnie auto, z pełnym wyposażeniem do ratownictwa medycznego zostało przekazane jako dar dla jednej z organizacji non-profit.

### Restylizacje
W 2006 roku przeprowadzono facelifting modelu, przy okazji którego zmodernizowano gamę jednostek napędowych. Wzrosła moc silników benzynowych (modele 2.5 i 3.0 otrzymały oznaczenie „si” pochodzące od słów „sport” i „injection”) oraz wysokoprężnych. Do silników Diesla zaczęto standardowo montować filtr cząstek stałych. Do gamy silnikowej dołączyła wersja 3.0sd, wyposażona w diesla o pojemności 3 litrów oraz dwie turbosprężarki. Był to najmocniejszy silnik w X3 osiągał moc 286 KM i 580 Nm maksymalnego momentu obrotowego.
W roku 2007 poprawiono precyzję spasowania elementów wnętrza. W 2010 roku producent przekonfigurował gamę silników. Z oznaczeń modelu zniknęła kropka (np. zamieniono 2.0i na 20i). Zwiększono moc wybranych modeli. Wysokoprężny motor 2.0d 155 KM zastąpiono dwiema wersjami: 18d 143 KM i 20d 177 KM. Najmocniejszą wersję 3.0sd przemianowano na 35d.

### Wersja rajdowa
W Rajdzie Dakar 2006 zadebiutowała wersja BMW X3 Cross Country stworzona dla rajdów terenowych przez firmy X-raid w kooperacji z Magna Steyr i BMW Motoren na bazie BMW X3 (E83).

### Dane techniczne
| Wersja                | Silnik:                          | Układ zasilania:   | Średnica × skok tłoka: | St. sprężania:     | Moc maksymalna:                    | Maks. moment obrotowy          | 0–100 km/h:        | V-max:             |
| Silniki benzynowe:    | Silniki benzynowe:               | Silniki benzynowe: | Silniki benzynowe:     | Silniki benzynowe: | Silniki benzynowe:                 | Silniki benzynowe:             | Silniki benzynowe: | Silniki benzynowe: |
| --------------------- | -------------------------------- | ------------------ | ---------------------- | ------------------ | ---------------------------------- | ------------------------------ | ------------------ | ------------------ |
| 2.0i                  | R4 2,0 l (1995 cm³), DOHC        | wtrysk EFi         | 84,00 × 90,00 mm       | 10,5:1             | 150 KM (110 kW) przy 6200 obr./min | 200 N·m przy 3750 obr./min     | 11,5 s             | 198 km/h           |
| 2.5i                  | R6 2,5 l (2494 cm³), DOHC        | wtrysk EFi         | 84,00 × 75,00 mm       | 10,5:1             | 192 KM (141 kW) przy 6000 obr./min | 245 Nm przy 3500 obr./min      | 8,9 s              | 205 km/h           |
| 2.5si                 | R6 2,5 l (2497 cm³), DOHC        | wtrysk EFi         | 82,00 × 78,80 mm       | 11,0:1             | 218 KM (160 kW) przy 6500 obr./min | 250 Nm przy 2750-4250 obr./min | 8,5 s              | 210 km/h           |
| 3.0i                  | R6 3,0 l (2979 cm³), DOHC        | wtrysk EFi         | 84,00 × 89,60 mm       | 10,2:1             | 231 KM (170 kW) przy 5900 obr./min | 300 Nm przy 3500 obr./min      | 7,8 s              | 224 km/h           |
| 3.0si                 | R6 3,0 l (2996 cm³), DOHC        | wtrysk EFi         | 85,00 × 88,00 mm       | 10,7:1             | 272 KM (200 kW) przy 6650 obr./min | 315 Nm przy 2750 obr./min      | 7,2 s              | 243 km/h           |
| Silniki wysokoprężne: |                                  |                    |                        |                    |                                    |                                |                    |                    |
| xDrive18d             | R4 2,0 l (1995 cm³), DOHC, turbo | common rail        | 84,00 × 90,00 mm       | 16,5:1             | 143 KM (105 kW) przy 4000 obr./min | 350 Nm przy 1750-2750 obr./min | 10,3 s             | 195 km/h           |
| 2.0d                  | R4 2,0 l (1995 cm³), DOHC, turbo | common rail        | 84,00 × 90,00 mm       | 17,0:1             | 150 KM (110 kW) przy 4000 obr./min | 330 Nm przy 2000 obr./min      | 10,2 s             | 198 km/h           |
| 2.0d                  | R4 2,0 l (1995 cm³), DOHC, turbo | common rail        | 84,00 × 90,00 mm       | 16,0:1             | 177 KM (130 kW) przy 4000 obr./min | 350 Nm przy 1750-3000 obr./min | 8,9 s              | 206 km/h           |
| 3.0d                  | R6 3,0 l (2993 cm³), DOHC, turbo | common rail        | 84,00 × 90,00 mm       | 17,0:1             | 204 KM (150 kW) przy 4000 obr./min | 410 Nm przy 1500-3500 obr./min | 7,9 s              | 218 km/h           |
| 3.0sd                 | R6 3,0 l (2993 cm³), DOHC, turbo | common rail        | 84,00 × 90,00 mm       | 17,0:1             | 286 KM (210 kW) przy 4400 obr./min | 580 Nm przy 1750-2250 obr./min | 6,6 s              | 240 km/h           |

## Druga generacja

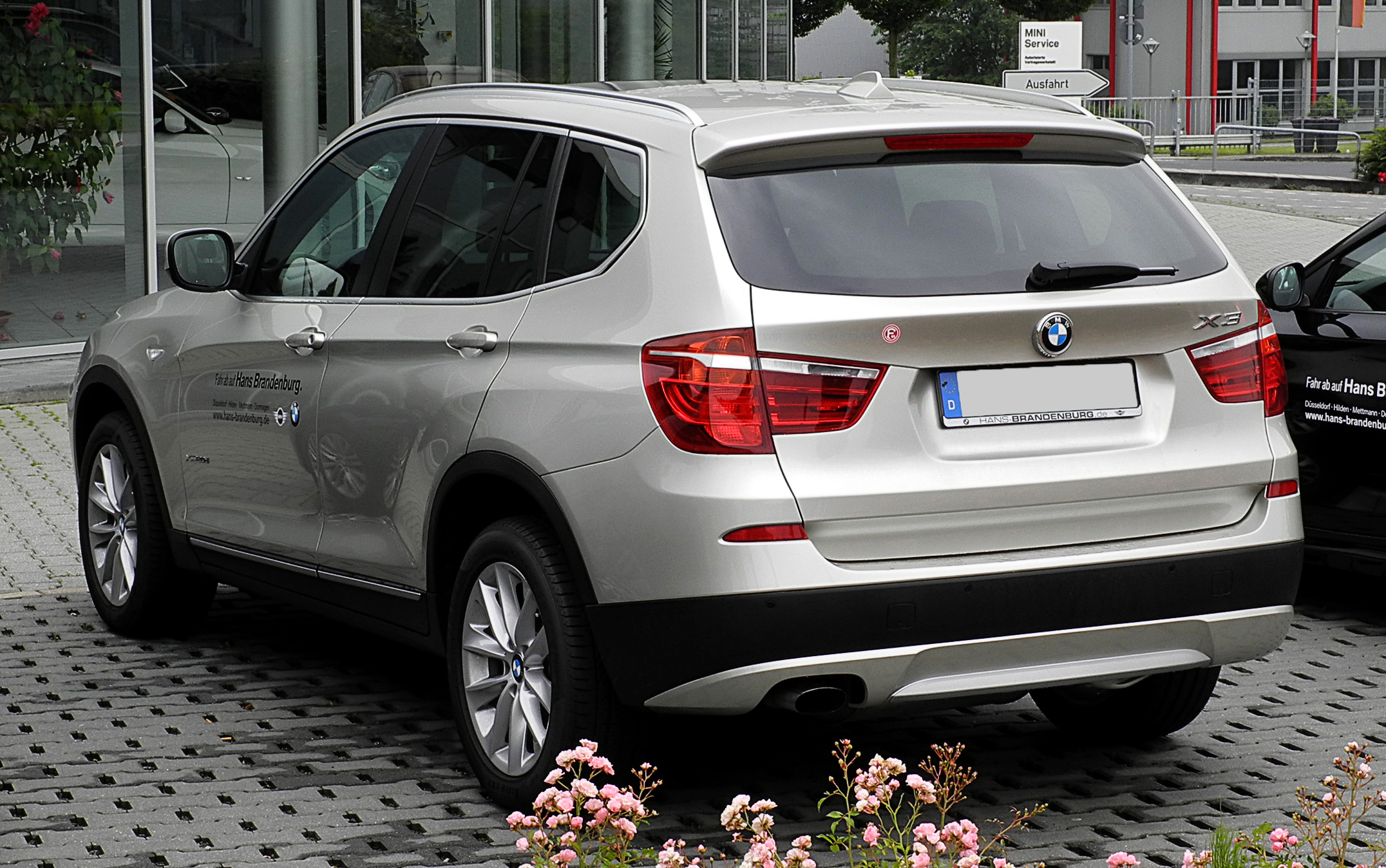
BMW X3 II – tył

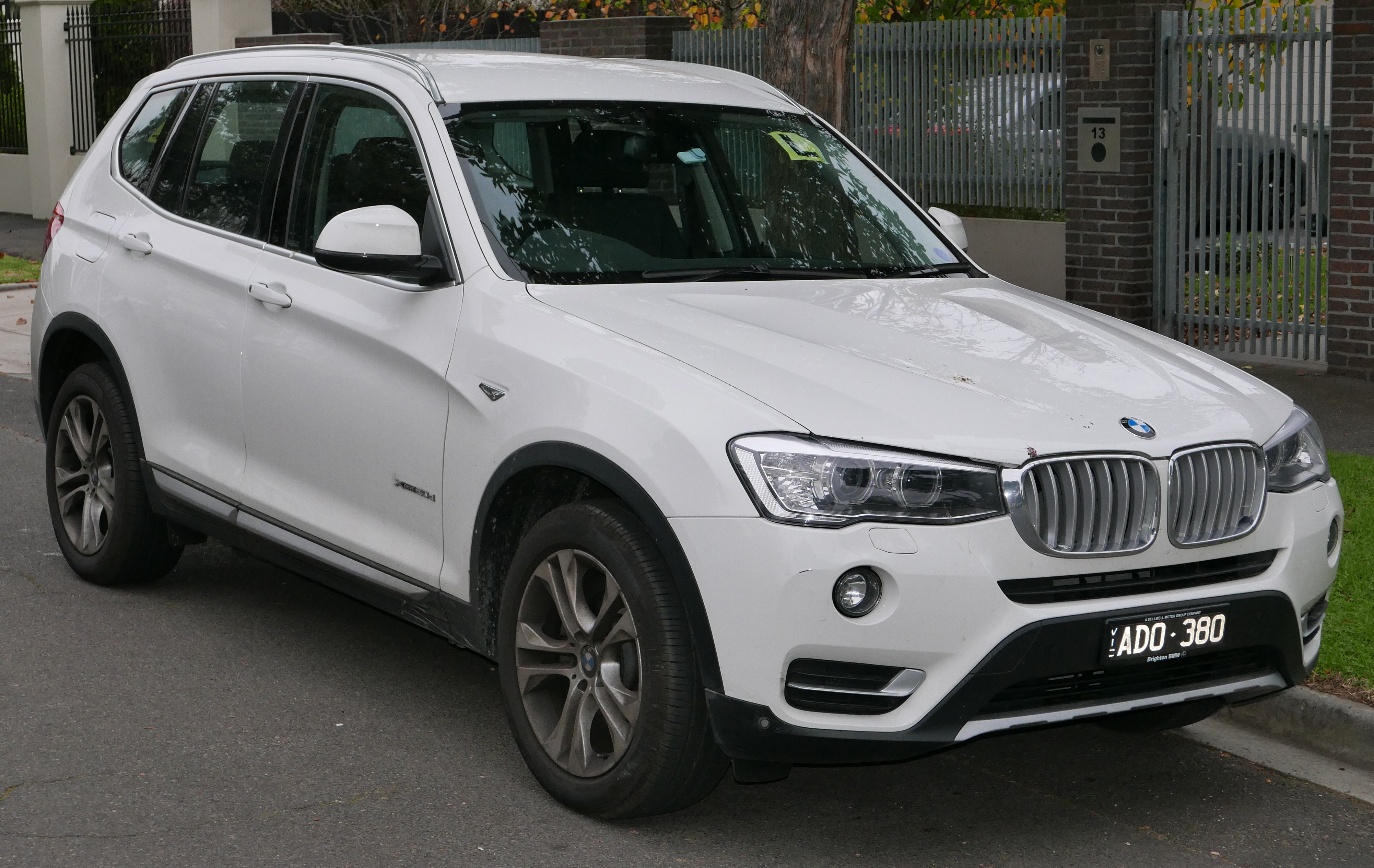
BMW X3 II po liftingu

BMW X3 II zostało zaprezentowane po raz pierwszy w 2010 roku.
X3 drugiej generacji oznaczony symbolem F25 zadebiutowała w 2010 roku. W porównaniu do poprzednika druga generacja X3 zyskała na wymiarach, a kształt nadwozia stał się bardziej kanciasty.

### Lifting
W lutym 2014 roku zaprezentowano model po liftingu. W samochodzie zmieniła się głównie przednia część nadwozia: zderzak, osłona chłodnicy, kształt reflektorów. Zmieniono tylny zderzak w wersji bez tzw. M pakietu, na obudowach lusterek wstecznych zamontowano kierunkowskazy, które w modelu przed liftingiem znajdowały się w przednich błotnikach. W odświeżonej wersji zastąpiono je chromowanymi zaślepkami o tym samym kształcie. Zmodernizowano również dwulitrowy silnik wysokoprężny – moc podniesiono o 6 koni mechanicznych względem dotychczasowej 184 konnej jednostki.
We wnętrzu zmieniono kierownicę, a przyciski blokujące drzwi znalazły się przy klamkach drzwi przednich. W modelu przed liftingiem do blokowania drzwi służył tylko jeden przycisk na środku konsoli – zastąpiono go przyciskiem aktywującym opcję ostrzeżenia o pojeździe znajdującym się w martwym polu. Przy okazji prezentacji modelu po liftingu zaprezentowano jednocześnie model X4 będący bardziej lifestyle’ową wariacją na temat modelu X3 odróżniającą się linią dachu nawiązującą do samochodów coupe.

### Dane techniczne
| Silniki benzynowe:                             | sDrive20i                | xDrive20i                | xDrive28i (do 2012)    | xDrive28i (po 2012)      | xDrive35i                 |
| ---------------------------------------------- | ------------------------ | ------------------------ | ---------------------- | ------------------------ | ------------------------- |
| Układ i liczba cylindrów/typ silnika/pojemność | R4(N20) /t.benz/1997 cm³ | R4(N20) /t.benz/1997 cm³ | R6(N52) /benz/2996 cm³ | R4(N20) /t.benz/1997 cm³ | R6(N55) /t.benz./2979 cm³ |
| Typ napędu                                     | RWD                      | AWD                      | AWD                    | AWD                      | AWD                       |
| Moc maks.(kW/KM obroty/min)                    | 135/184 5000-6250        | 135/184 5000-6250        | 190/258 6600           | 180/245 5000-6500        | 225/306 5800-6400         |
| Moment obrotowy (Nm obr./min)                  | 270 1250-4500            | 270 1250-4500            | 310 2600               | 350 1250-4800            | 400 1200-5000             |
| Skrzynia biegów                                | 8-biegowa automatyczna   | 8-biegowa automatyczna   | 8-biegowa automatyczna | 8-biegowa automatyczna   | 8-biegowa automatyczna    |
| Prędkość maks. (km/h)                          | 210                      | 210                      | 210                    | 230                      | 245                       |
| 0–100 km/h (s)                                 | 8,2                      | 8,2                      | 7.2                    | 6,7                      | 5,6                       |
| Spalanie średnie (l/100km)                     | 7,0                      | 7,2                      | 10,1                   | 7,3                      | 8,3                       |

| Silniki wysokoprężne:                          | sDrive18d                                 | xDrive20d                                     | xDrive30d              | xDrive35d              |
| ---------------------------------------------- | ----------------------------------------- | --------------------------------------------- | ---------------------- | ---------------------- |
| Układ i liczba cylindrów/typ silnika/pojemność | R4/t.diesel/1995 cm³                      | R4/t.diesel/1995 cm³                          | R6/t.diesel/2993 cm³   | R6/t.diesel/2993 cm³   |
| Kod silnika                                    | N47N (2010-2014) B47 (2014-)              | N47N (2010-2014) B47 (2014-)                  | N57N                   | N57Z                   |
| Typ napędu                                     | RWD                                       | AWD                                           | AWD                    | AWD                    |
| Moc maks.(kW/KM obroty/min)                    | 110/150 4000                              | 135/184 4000 (2010-2014) 140/190 4000 (2014-) | 190/258 4000           | 230/313 4400           |
| Moment obrotowy (Nm obr./min)                  | 360 1500-2250                             | 400 1750-2500                                 | 560 1500-3000          | 630 1500-2500          |
| Skrzynia biegów                                | 6-biegowa manualna 8-biegowa automatyczna | 6-biegowa manualna 8-biegowa automatyczna     | 8-biegowa automatyczna | 8-biegowa automatyczna |
| Prędkość maks. (km/h)                          | 195                                       | 210                                           | 232                    | 245                    |
| 0–100 km/h (s)                                 | 9,5                                       | 8,1                                           | 5,9                    | 5,3                    |
| Spalanie średnie (l/100km)                     | 4,9 [5,0]                                 | 5,4 [5,2]                                     | 5,9                    | 6,0                    |

## Trzecia generacja

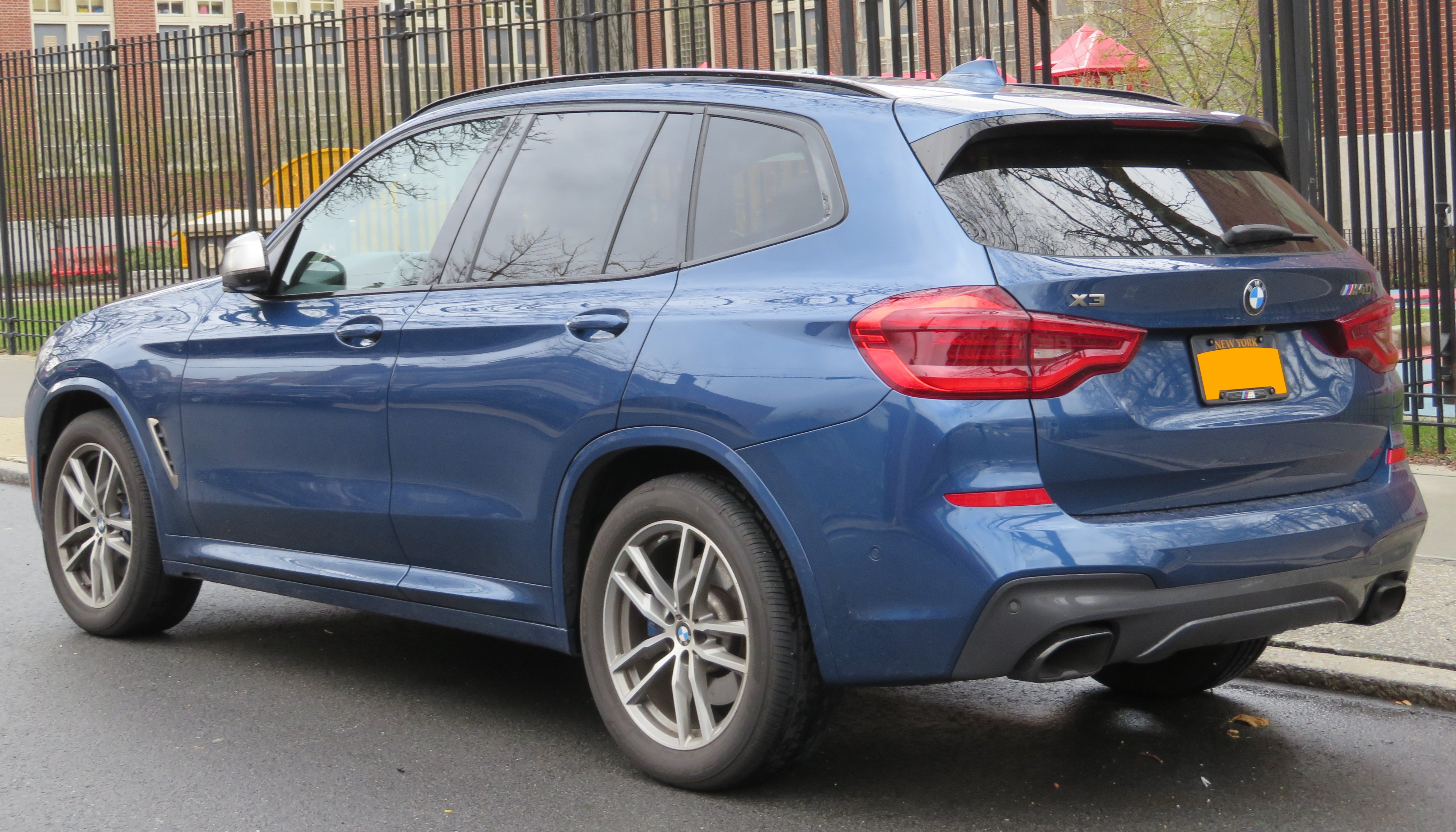
BMW X3 III (G01) – tył

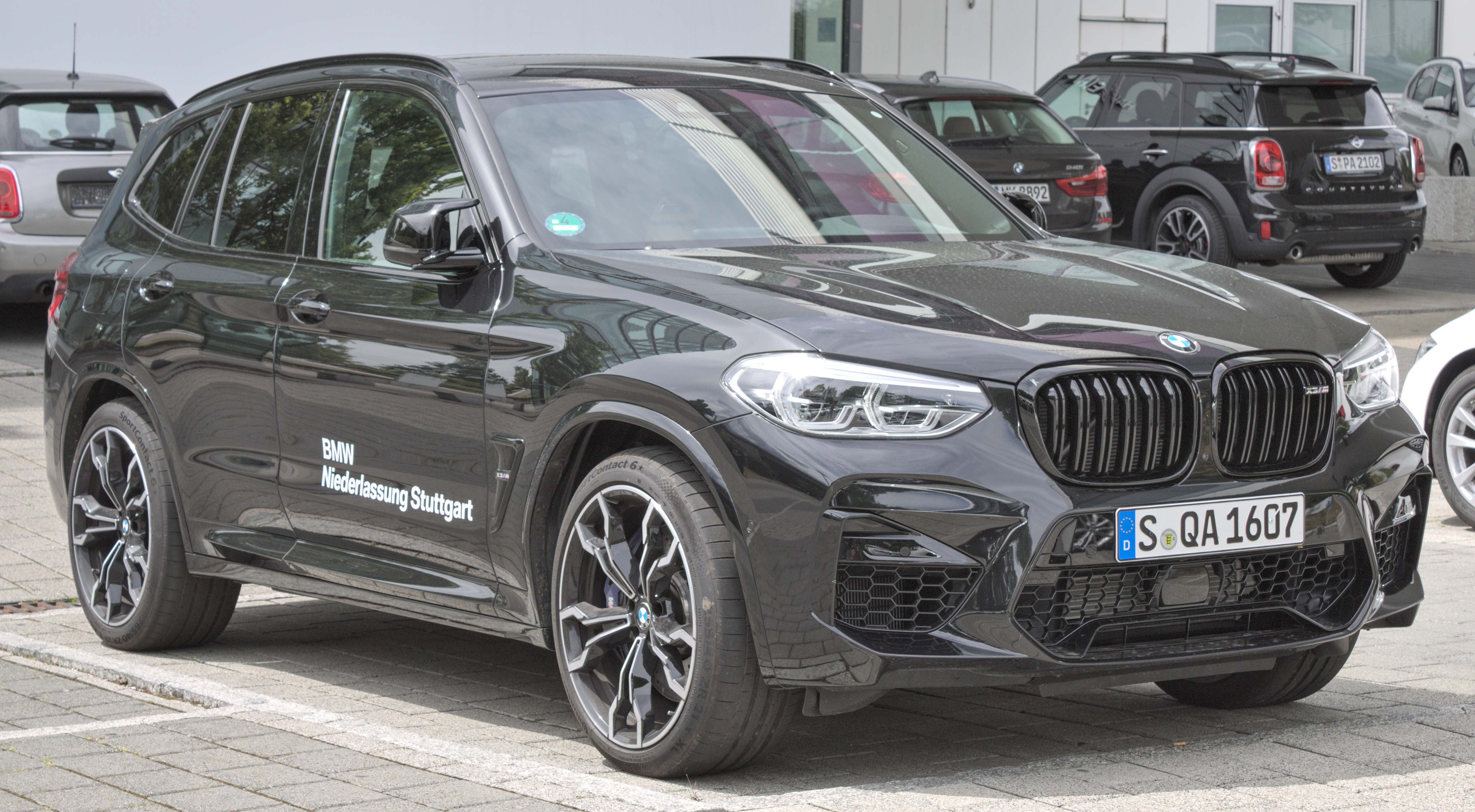
BMW X3 III M

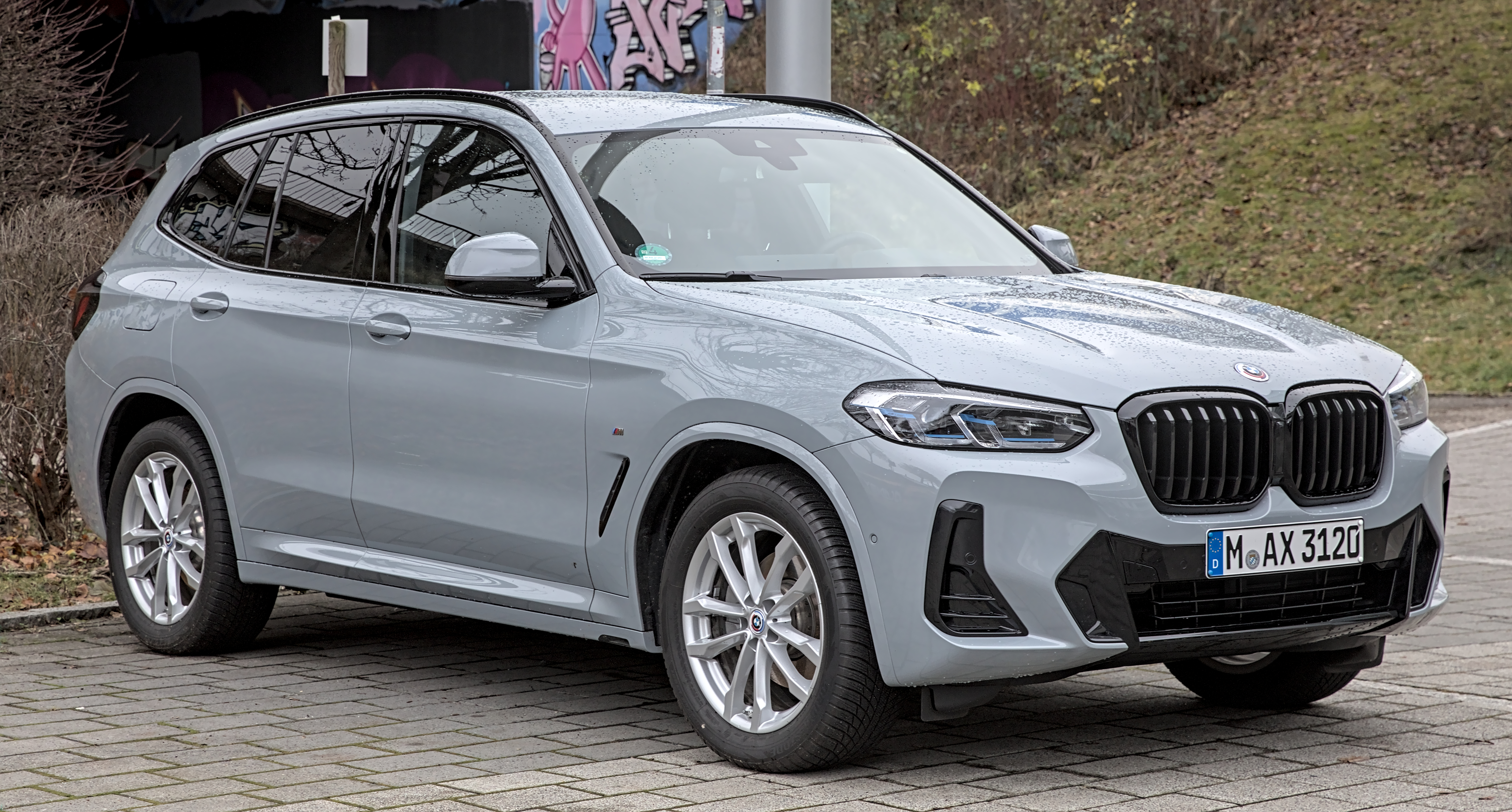
BMW X3 III po liftingu

BMW X3 III zostało zaprezentowane po raz pierwszy w 2017 roku.
X3 trzeciej generacji oznaczone symbolem G01 zaprezentowano na targach IAA we Frankfurcie we wrześniu 2017 roku. Od jesieni 2017 BMW X3 jest dostępne w wersji M Performance – X3 M40i oraz z silnikami Diesla – X3 xDrive20d i X3 xDrive 30d. W grudniu 2017 wprowadzono do sprzedaży wersję X3 xDrive30i. Na wiosnę 2018 planowana jest premiera wersji X3 xDrive20i oraz X3 sDrive20i (dostępna poza Europą). Dostępne są następujące warianty modelowe: Linia podstawowa, Advantage, xLine, Luxury Line, M Sport, Individual M Sport, M, M Competition.
BMW X3 trzeciej generacji w momencie debiutu był najdłuższy i ma największy rozstaw osi w klasie SUV-ów segmentu D. Samochód zaprojektowano w taki sposób, aby rozłożenie masy między osiami było jak najbardziej równomierne. Długa maska i opadający dach przypominają sylwetkę samochodu sportowego. Wpływa to pozytywnie na prowadzenie BMW X3.
BMW X3 dostępne jest tylko z automatyczną 8-biegową skrzynią biegów produkcji ZF. W niektórych wersjach silnikowych można wybrać sportową skrzynię biegów z łopatkami przy kierownicy. X3 można wyposażyć w adaptacyjne zawieszenie i tryby jazdy Eco, Comfort i Sport, które zmieniają pracę zawieszenia, układu kierowniczego, skrzyni biegów i silnika.

### Dane techniczne[18][19]
| Model                    | Napęd              | Pojemność skokowa  | Układ cylindrów    | Moc                                     | Moment obrotowy                 | Przyspieszenie 0–100 km/h | Prędkość maksymalna | Zużycie paliwa (cykl mieszany) |
| Silniki benzynowe:       | Silniki benzynowe: | Silniki benzynowe: | Silniki benzynowe: | Silniki benzynowe:                      | Silniki benzynowe:              | Silniki benzynowe:        | Silniki benzynowe:  | Silniki benzynowe:             |
| ------------------------ | ------------------ | ------------------ | ------------------ | --------------------------------------- | ------------------------------- | ------------------------- | ------------------- | ------------------------------ |
| xDrive20i od wiosny 2018 | wszystkie koła     | 1998 cm³           | R4 (B48)           | 135 kW / 184 KM przy 5000 obr./min      | 290 Nm przy 1350-4600 obr./min  | 8,3 s                     | 215 km/h            | 7,2 l/100km                    |
| sDrive20i od wiosny 2018 | koła tylne         | 1998 cm³           | R4 (B48)           | 135 kW / 184 KM przy 5000 obr./min      | 290 Nm przy 1350-4600 obr./min  | 8,3 s                     | 215 km/h            | 7,4 l/100km                    |
| xDrive30i od 12/2017     | wszystkie koła     | 1998 cm³           | R4 (B48)           | 185 kW / 252 KM przy 5200 obr./min      | 350 Nm przy 1450-4800 obr./min  | 6,3 s                     | 240 km/h            | 7,4 l/100km                    |
| M40i od 6/2017           | wszystkie koła     | 2998 cm³           | R6 (B58)           | 265 kW / 360 KM przy 5500-6500 obr./min | 500 Nm przy 1520-4800 obr./min  | 4,8 s                     | 250 km/h            | 8,4-8,2 l/100km                |
| M40i od 09/2019          | wszystkie koła     | 2998 ccm           | R6 (B58)           | 285 kW / 387 KM przy 5200 obr./min.     | 550 Nm przy 1520-4800 obr./min. | 4,5 s                     | 250 km/h            | 7,6-13,0 l./100km              |
| X3M (F97)                | wszystkie koła     | 2993cm³            | R6 (S58)           | 480 KM / 353 kW przy 6250 obr./min      | 600 Nm przy 2600-5600 obr./min  | 4,2 s                     | 250 km/h            | b.d.                           |
| X3M Competition (F97)    | wszystkie koła     | 2993cm³            | R6 (S58)           | 510 KM / 375 kW przy 6250 obr./min      | 600 Nm przy 2600-5950 obr./min  | 4,1 s                     | 250 km/h            | b.d.                           |
| Silniki wysokoprężne:    |                    |                    |                    |                                         |                                 |                           |                     |                                |
| xDrive20d od 6/2017      | wszystkie koła     | 1995 cm³           | R4                 | 140 kW / 190 KM przy 4000 obr./min      | 400 Nm przy 1750-2500 obr./min  | 8,0 s                     | 213 km/h            | 5,4-5,0 l/100km                |
| xDrive30d od 6/2017      | wszystkie koła     | 2993 cm³           | R6                 | 195 kW / 265 KM przy 4000 obr./min      | 620 Nm przy 2000-2500 obr./min  | 5,8 s                     | 240 km/h            | 6,0-5,7 l/100km                |
| M40d od 8/2018           | wszystkie koła     | 2993 cm³           | R6                 | 240 kW / 326 KM przy 4400 obr./min      | 680 Nm przy 1750-2750 obr./min  | 4,9 s                     | 250 km/h            | 6,5-6,4 l/100km                |
| xDrive M40d mild hybrid  | wszystkie koła     | 2993 cm³           | R6                 | 250 kW / 340 KM przy 4400 obr./min      | 700 Nm przy 1750-2250 obr./min  | 4,9 s                     | 250 km/h            | 6,5-6,4 l/100km                |

### iX3

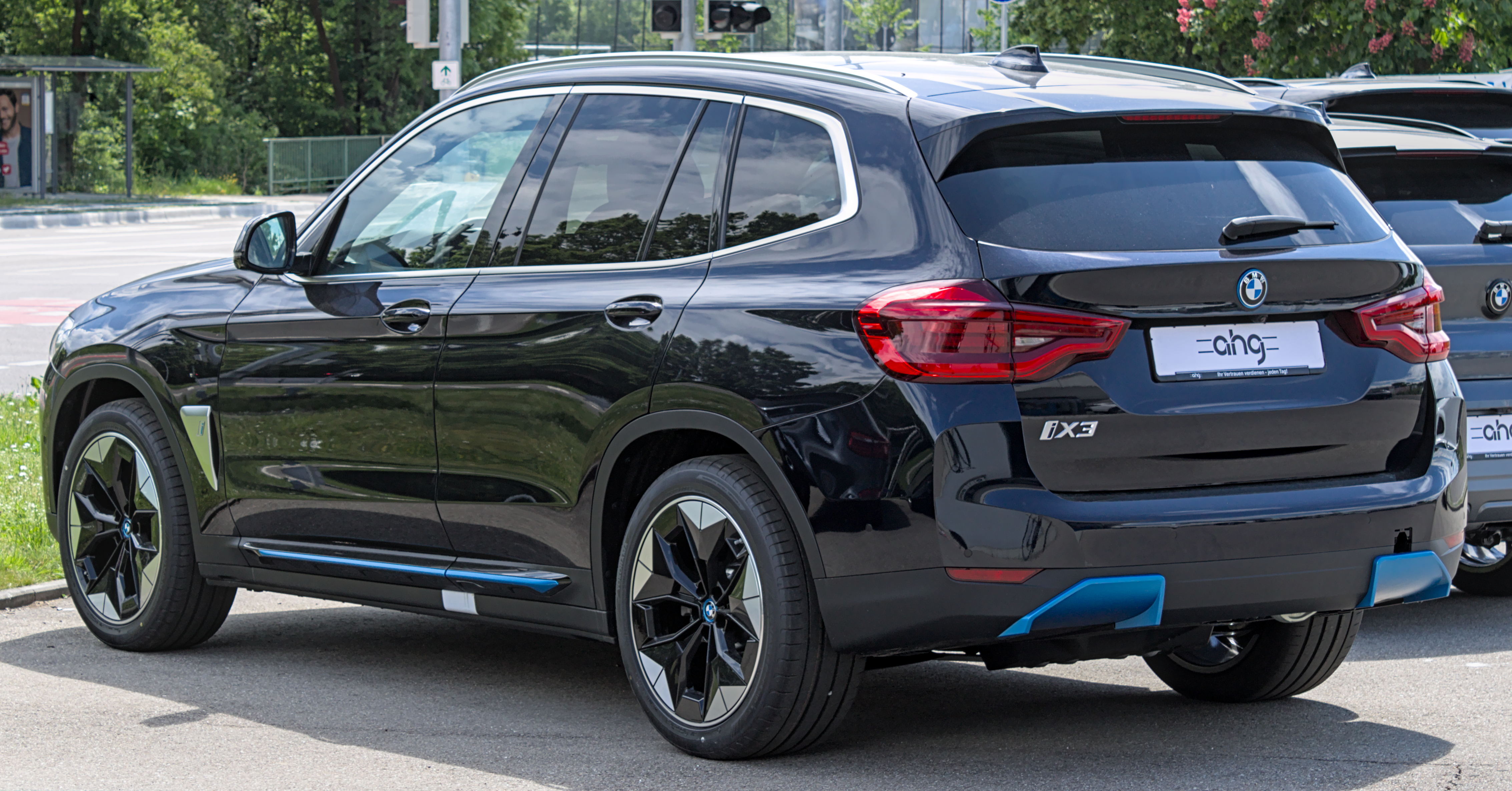
BMW iX3 I – tył

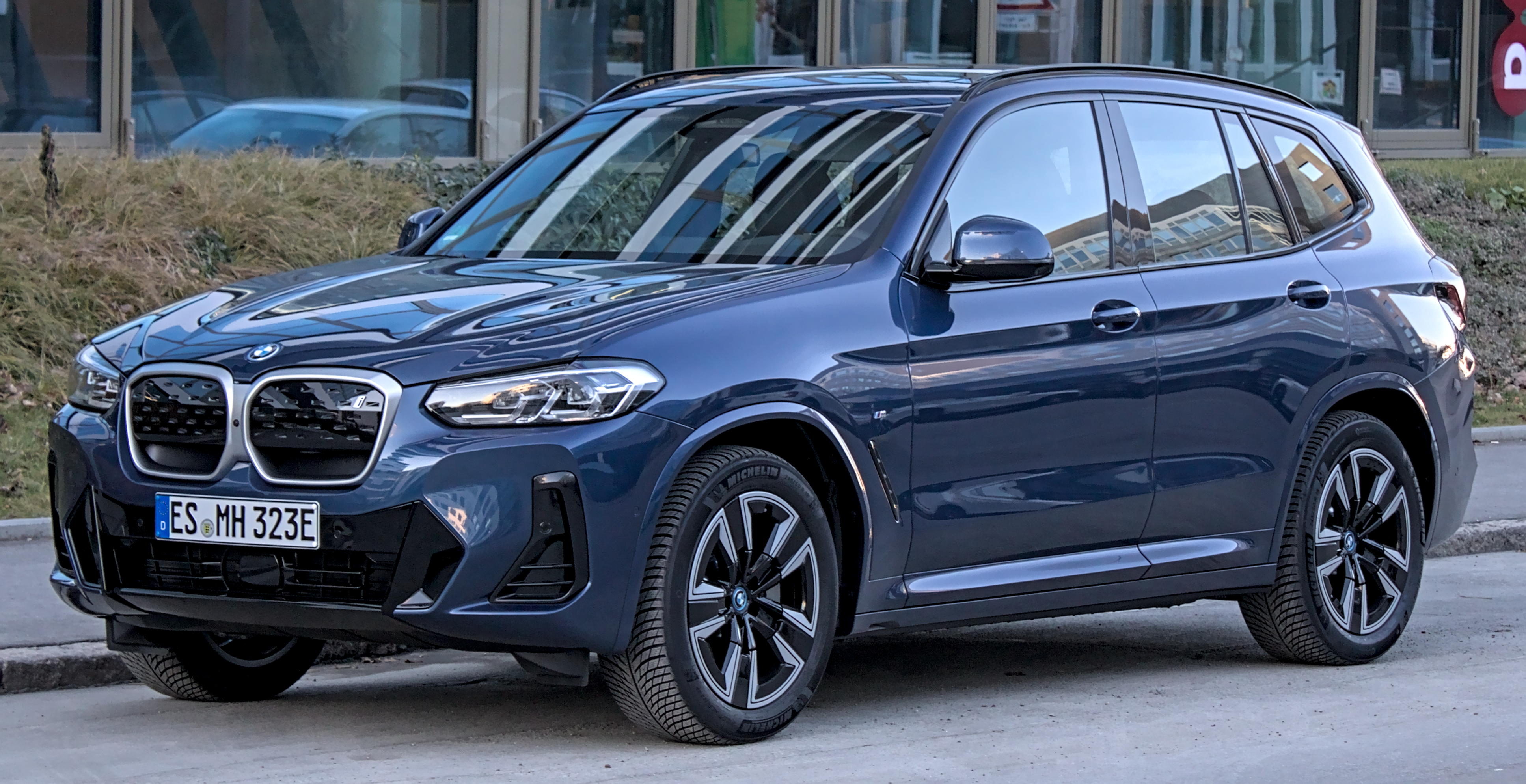
BMW iX3 I po liftingu

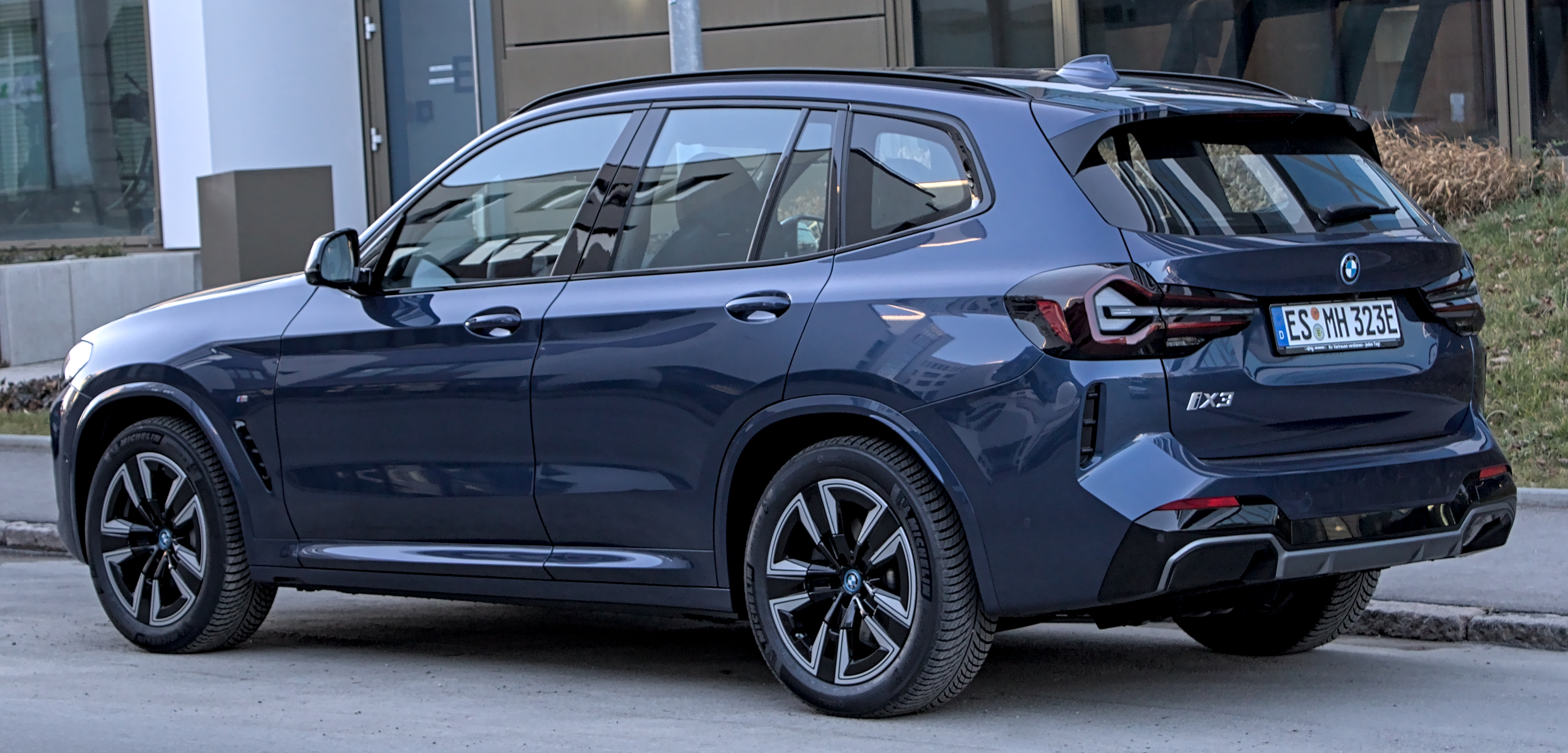
BMW iX3 I – tył po liftingu

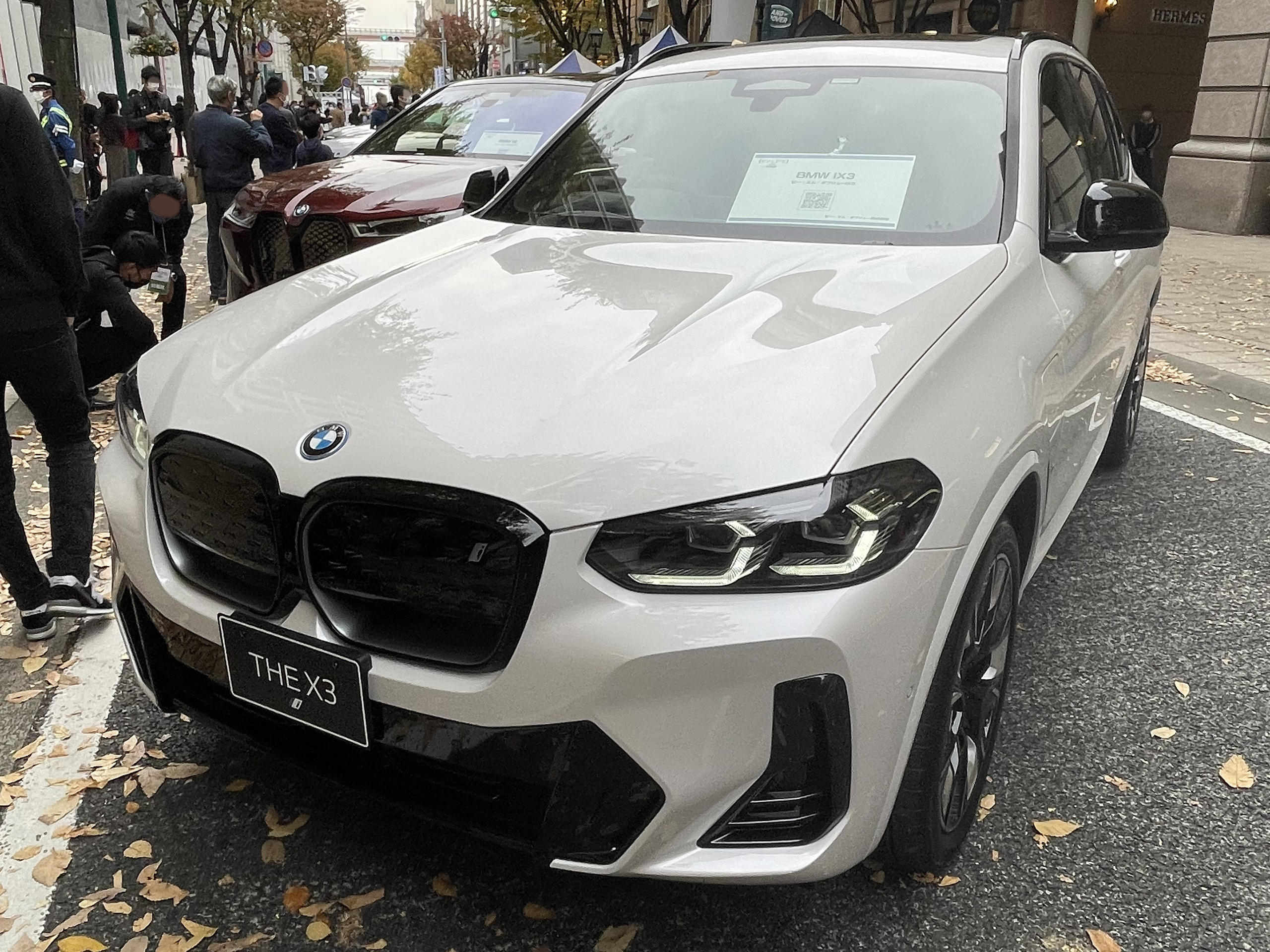
BMW iX3 M Sport

BMW iX3 zostało zaprezentowane po raz pierwszy w 2020 roku.
Studyjną zapowiedzią pierwszego SUV-a BMW z pełni elektrycznym napędem był prototyp BMW Concept iX3, który został zaprezentowany po raz pierwszy w kwietniu 2018 roku podczas wystawy samochodowej w chińskim Pekinie. Produkcyjny pojazd został przedstawiony oficjalnie ponad dwa lata później, w obszernym zakresie odtwarzając stylistykę poprzedzającego go studium.
Samochód w umiarkowanym stopniu odróżniono od spalinowego X3, ograniczając się jedynie do inaczej ukształtowanej zaślepki atrapy chłodnicy, zmodyfikowanych zderzaków z kolorowymi wstawkami oraz dedykowanych wzorów alufelg. Bez obszerniejszych zmian pozostał także wzór deski rozdzielczej.

### Lifting
Po przeprowadzeniu restylizacji spalinowej gamy X3 po 4 latach rynkowej obecności w czerwcu 2021 roku, dwa miesiące później zmianami zdecydowano się objąć także elektryczne iX3 – i to pomimo faktu, że pojazd obecny był na rynku dopiero od roku. Samochód zyskał w ten sposób przeprojektowane reflektory wykonane w technologii LED, nowe wkłady lamp tylnych, zmodyfikowany kształt zderzaków, a także nowy projekt deski rozdzielczej. Przeprojektowany został kształt nawiewów i przycisków, a także umieszczono większy, 12,5-calowy dotykowy wyświetlacz systemu multimedialnego.

### Sprzedaż
Elektryczny SUV iX3 jest pierwszym w historii globalnym pojazdem BMW, który produkowany jest wyłącznie w Chinach w zakładach w Shenyang. To tam rozpoczęła się sprzedaż pojazdu w pierwszej kolejności, w drugiej połowie 2020 roku, z kolei w Europie ruszyła ona w pierwszej połowie 2021 roku. W przeciwieństwie do spalinowego X3, BMW nie planuje sprzedawać elektrycznego iX3 w Stanach Zjednoczonych.

### Dane techniczne
BMW iX3 wykorzystuje technologię BMW eDrive piątej generacji, która charakteryzuje się bardziej zoptymalizowanym pozyskiwaniem energii z układu elektrycznego. Pojazd rozwija moc 286 KM i 400 Nm maksymalnego momentu obrotowego, co pozwala osiągnąć 100 km/h w 6,8 sekundy i 180 km/h prędkości maksymalnej. Zasięg pojazdu na jednym ładowaniu według europejskiej normy pomiaru wynosi 460 kilometrów, z kolei chińska procedura NEDC określiła go na maksymalnie 520 kilometrów. Pojazd umożliwia poruszanie się w trybie rekuperacji, który wymaga stosowania tylko jednego pedału. Podczas poruszania się przy niskich prędkościach, pojazd wydaje obligatoryjny dla samochodów elektrycznych dźwięk ostrzegających pieszych, który został skomponowany przez Hansa Zimmera.

## Czwarta generacja

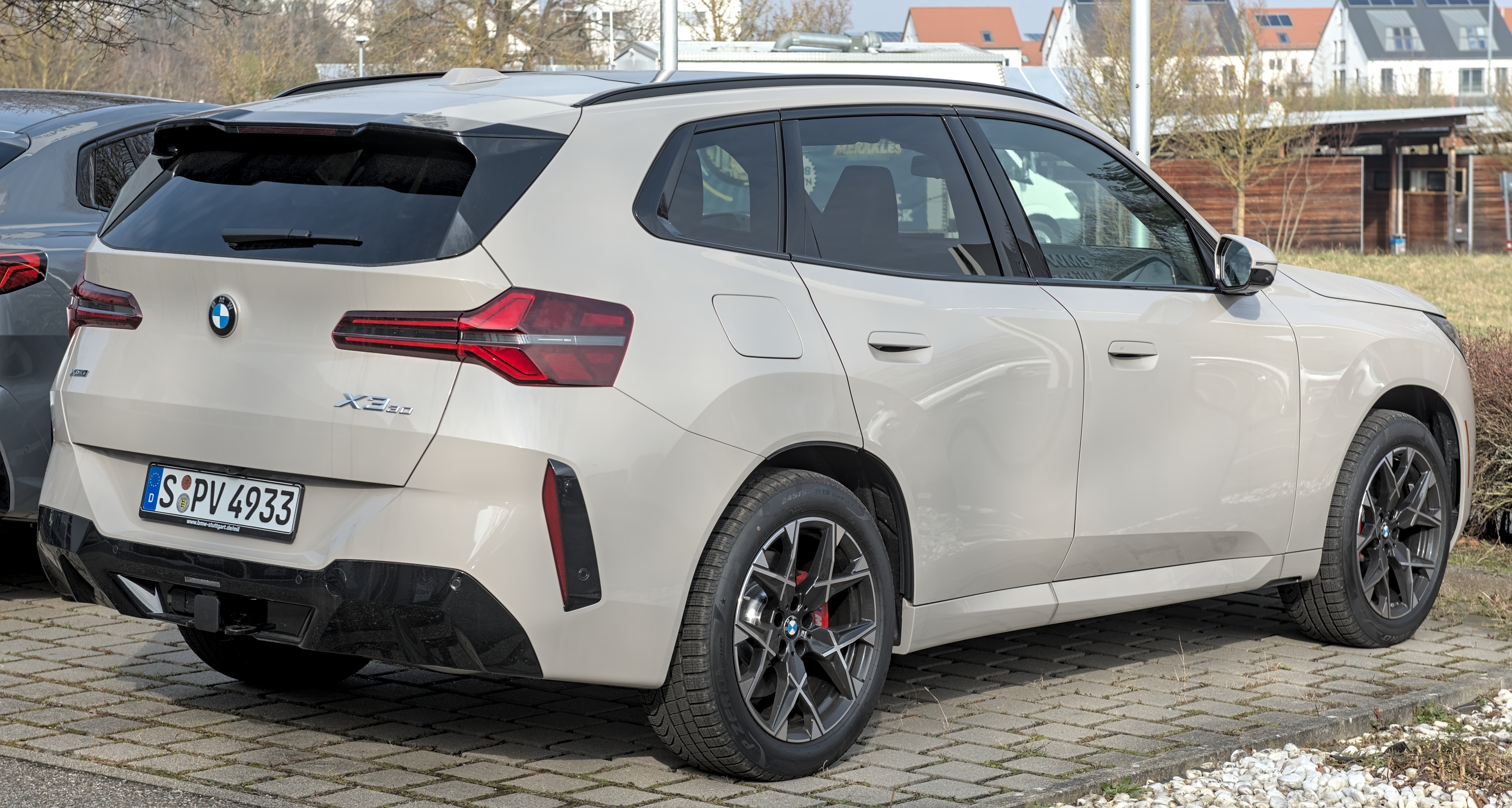
BMW X3 IV (G45) – tył

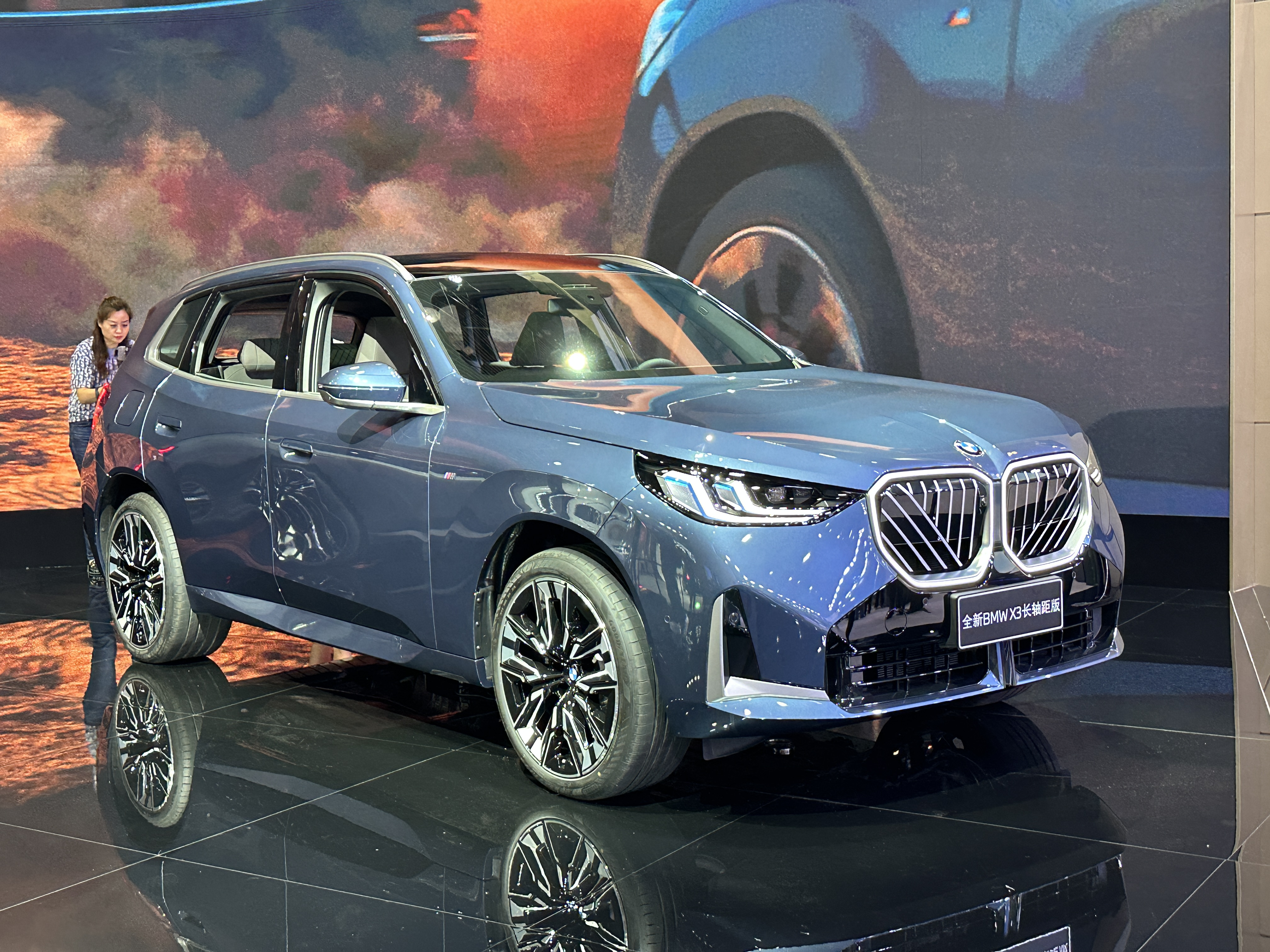
chińskie BMW X3 (G48)

BMW X3 IV zostało zaprezentowane po raz pierwszy w 2024 roku.
X3 czwartej generacji oznaczony symbolem G45 zostało zaprezentowane w targach motoryzacyjnych w Paryżu w październiku 2024 roku. W sierpniu 2024 roku zaprezentowano wydłużoną odmianę modelu przeznaczoną na rynek chiński z oznaczeniem G48. W stosunku do poprzednika nowy model jest o 40 mm dłuższy, 29 mm szerszy i 16 mm niższy. Jest to pierwsze X3, które jest dłuższe o 108 mm od pierwszej generacji BMW X5. Ponadto samochód zachował taki sam rozstaw osi co poprzednik. Podobnie jak poprzednik będzie oferowany w elektrycznym wariancie. Kierunek rozwoju stylistyki samochodu nawiązuje do modelu BMW serii 5 (G60). Został zbudowany na zupełnie nowej platformie i zyskał wzmocnioną konstrukcję nadwozia. Samochód początkowo jest oferowany z silnikami X3 20 xDrive, X3 M50 xDrive, X3 30e xDrive oraz X3 20d xDrive. Wiosną 2025 roku oferta została poszerzona o silnik X3 40d xDrive. Sprzedaż modelu ruszyła w listopadzie 2024 roku.

### Dane techniczne
| Model      | Napęd          | Pojemność skokowa | Moc maks.                               | Moment obrotowy                | Przyspieszenie 0–100 km/h | Prędkość maksymalna | Zużycie paliwa (cykl mieszany) |
| ---------- | -------------- | ----------------- | --------------------------------------- | ------------------------------ | ------------------------- | ------------------- | ------------------------------ |
| 20 xDrive  | wszystkie koła | 1998 cm³          | 140 kW / 190 KM przy 4400–6500 obr./min | 310 Nm przy 1500–4000 obr./min | 7,8 s                     | 215 km/h            | 7,6 l                          |
| M50 xDrive | wszystkie koła | 2998 cm³          | 280 kW / 381 KM przy 5200–6250 obr./min | 540 Nm przy 1900–4800 obr./min | 4,6 s                     | 250 km/h            | 8,3 l                          |
| 30e xDrive | wszystkie koła | 1998 cm³          | 140 kW / 190 KM przy 4400–6500 obr./min | 310 Nm przy 1500–4000 obr./min | 6,2 s                     | 215 km/h            | 1,1 l                          |
| 20d xDrive | wszystkie koła | 1995 cm³          | 145 kW / 197 KM przy 4000 obr./min      | 400 Nm przy 1500–2750 obr./min | 7,7 s                     | 215 km/h            | 6,5 l                          |
| 40d xDrive | wszystkie koła | 2993 cm³          | 210 kW / 286 KM przy 4000 obr./min      | 650 Nm przy 1500–2500 obr./min | 5,4 s                     | 245 km/h            | 6,7 l                          |

### iX3
BMW iX3 II zostanie zaprezentowane po raz pierwszy w 2025 roku.
Będzie to pierwszy model, który zostanie oparty na platformie Neue Klasse, przeznaczonej do produkcji pojazdów elektrycznych. Publiczna premiera pojazdu odbędzie się podczas targów motoryzacyjnych w Monachium we wrześniu 2025 roku. Samochód w dużym stopniu zostanie odróżniony od spalinowego X3, wyróżniając się przemodelowanym przodem i tyłem.

### Sprzedaż
Elektryczny SUV iX3 będzie pierwszym w historii globalnym pojazdem, który produkowany będzie w węgięrskich zakładach w Debreczynie. Sprzedaż modelu w pierwszej kolejności rozpocznie się w Europie pod koniec 2025 roku. W przeciwieństwie do poprzedniego iX3 model będzie sprzedawany w Stanach Zjednoczonych od 2026 roku. Z kolei w Chinach samochód będzie oferowany z wydłużonym rozstawem osi i nadwoziem.

### Dane techniczne
BMW iX3 NA5 wykorzysta technologię BMW eDrive szóstej generacji. Zasięg pojazdu w cyklu WLTP będzie wynosić do 800 KM, co przełoży się na 640 KM w cyklu EPA. Ma on również się charakteryzować ultra-szybkim ładowaniem, z możliwością dodania około 320 km zasięgu w zaledwie 10 minut. 